# Mewo Betar
Mewo Betar (hebr. מבוא ביתר; oficjalna pisownia w ang. Mevo Beitar) – moszaw położony w Samorządzie Regionu Matte Jehuda, w Dystrykcie Jerozolimy, w Izraelu.

## Położenie
Moszaw jest położone wśród zalesionych wzgórz Judei.

## Historia
Pierwotnie w tej okolicy była położona arabska wioska Ras Abu Ammar. Podczas I wojny izraelsko-arabskiej w drugiej połowie maja 1948 wioskę zajęły egipskie oddziały. Podczas operacji Ha-Har w nocy z 20 na 21 października 1948 wioskę zajęli Izraelczycy. Mieszkańcy zostali wysiedleni, a wszystkie domy wyburzono.
Współczesny moszaw został założony w 1950.

## Gospodarka
Gospodarka moszawu opiera się na rolnictwie i sadownictwie.